# 杜慆
杜慆，京兆杜氏，历任泗州刺史、检校右散骑常侍、工部尚书、滑州刺史、义成军节度、郑滑观察等使。庞勋之乱时，守泗州城。

## 个人经历
杜佑孙，杜式方子。咸通中为泗州刺史。庞勋之乱起，咸通十年（869年）二月，庞勋攻击泗州城，派遣牙将李员入城见刺史杜慆：“留后庞勋知道你是名门出身，不敢让士兵们失礼，只要你开了城门，就可以让百姓活下来，不需要怀疑。”杜慆把李员杀了。唐懿宗遣使加杜慆为检校右散骑常侍（另作检校左散骑常侍），勉以坚守。
十一年（870年）春，朝廷任命杜慆检校工部尚书、滑州刺史、义成军节度、郑滑观察等使。十三年（872年）六月，杜慆上奏：“当管颍州的僧道和老百姓推荐刺史宗回。”十四年（873年）十二月，朝廷任命杜慆兵部尚书。